# 日本—立陶宛關係

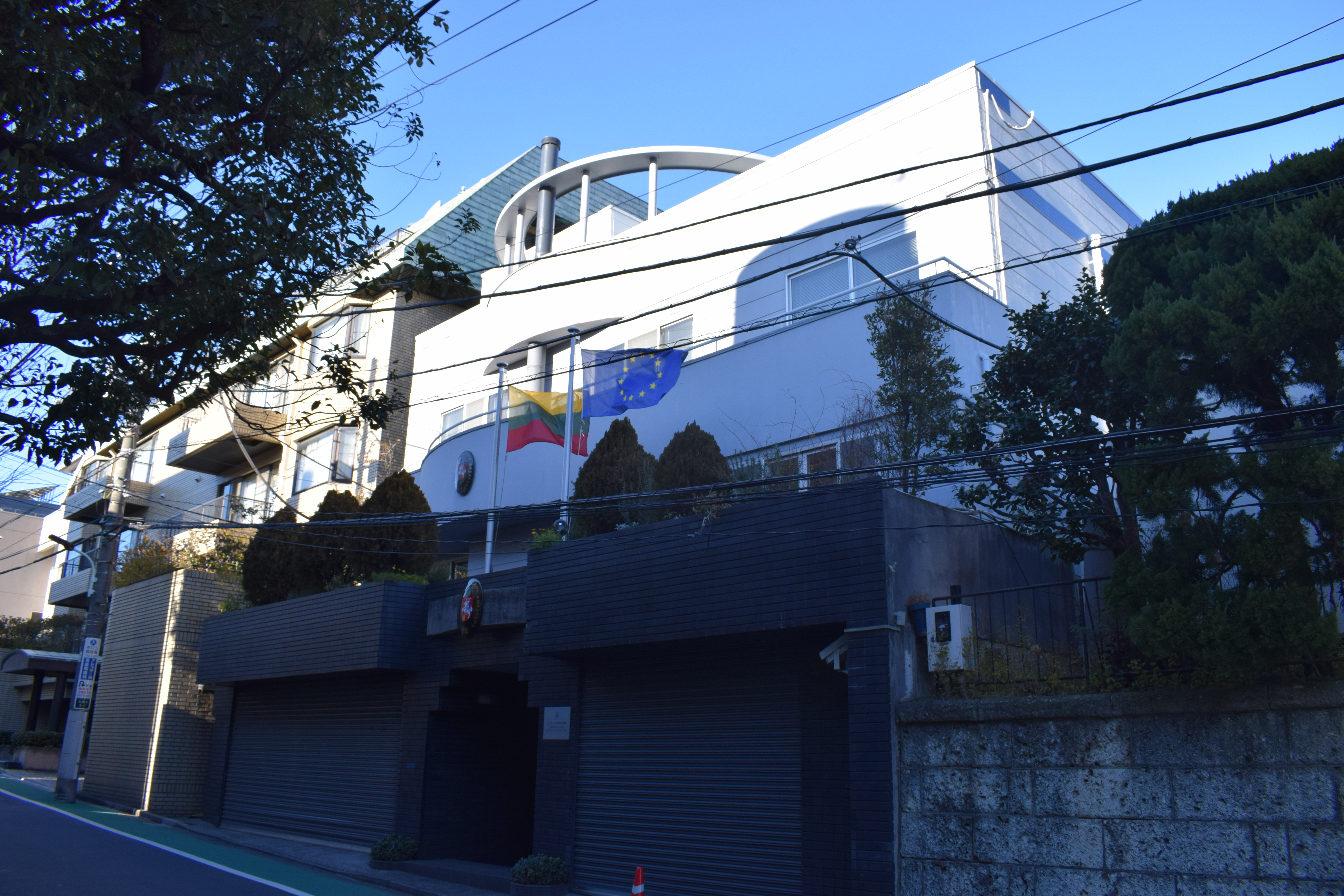
東京都立陶宛大使館

日本—立陶宛關係是日本與立陶宛之間的雙邊關係。日本在维尔纽斯設有大使馆，立陶宛亦在東京都設有大使館。苏联佔領波羅的海國家時，日本是少數承認此舉的國家。
1992年2月，日本駐立陶宛大使館在丹麦設立，1997年1月遷至立陶宛維爾紐斯。1998年6月，立陶宛駐日本大使館在東京都設立。

## 歷史

### 明治维新前
立陶宛與日本首次接觸發生在1862年9月18日。日本代表團文久遣歐使節搭乘火車從圣彼得堡到柏林，穿越当时为俄罗斯帝国领土的立陶宛境內，并在考那斯短暫滞留。代表团员福泽谕吉以日记记录了日本使节团途经立陶宛一事。
然而，由於立陶宛的地緣政治位置和距離，在明治维新后的日俄战争以前，两国的接觸仍然很少。

### 日俄战争后
受到日本在日俄战争胜利的影响，1906年即有立陶宛人斯泰博纳斯·凯利斯来到日本，并将《日本今昔》、《大日本帝國憲法》、《日本人是如何生活的》三本文献译为立陶宛语，这是日本文化传至立陶宛的最早记录。

### 戰間期
1919年1月3日，日本事實承認立陶宛，兩國關係拉開序幕。1929年2月8日締結免簽協定，1930年締結貿易、海運協定。

### 《德蘇互不侵犯條約》時期

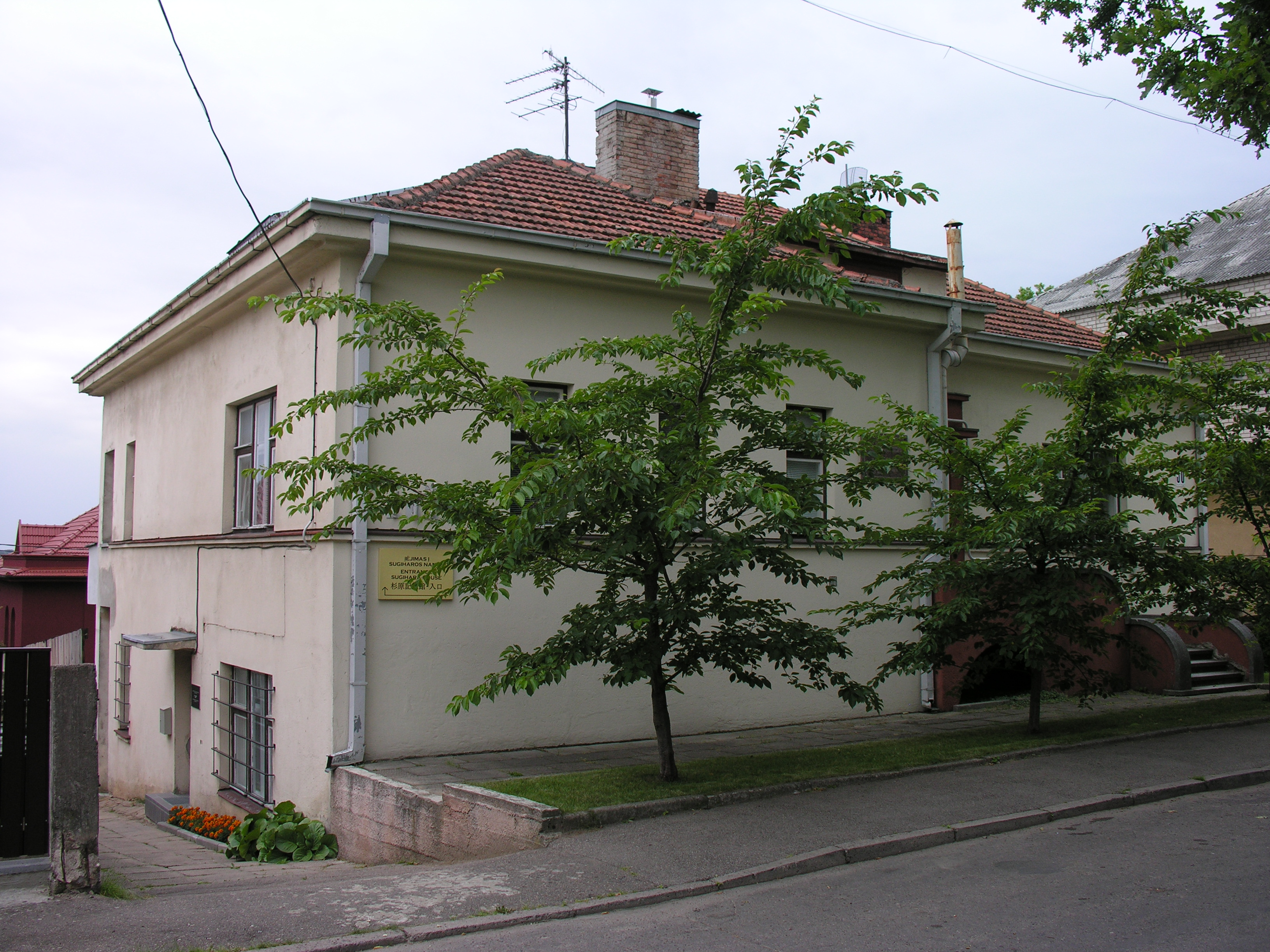
考那斯日本領事館舊址，現爲杉原紀念館

1939年11月23日，以杉原千畝副領事爲中心的日本領事館在考那斯設立。然而由於佔領，領事館次年即關停。1940年，儘管受日本政府阻止，杉原千畝還是讓領事館簽發過境簽證，幫助猶太難民逃離納粹德國入侵之難，拯救了上萬難民。

### 20世紀60—80年代
实验片風靡全球時，以實驗片騎手聞名的立陶宛裔美國導演約拿斯·梅卡斯在日本推出1972年電影《回憶立陶宛之旅》，引發日本人對立陶宛的關注。
1989年，以人链抗議蘇聯統治的「波羅的海之路」遊行消息傳遍世界，也成爲日本的話題。

### 現代兩國關係
1989年，久慈市與克莱佩达結成姊妹城市，合作關係重要而緊密。
日本於1991年9月6日重新事實承認立陶宛，一個月後恢復外交關係。日本大使館於1997年在維爾紐斯成立，立陶宛大使館於1998年在東京都成立。
2016年3月，兩國同意在核安全方面合作。

## 軍事合作
2016年8月，爲紀念波羅的海國家與日本復交25週年，海上自衛隊鹿島、朝霧、瀨戶雪練習艦隊進入克萊佩達港。立陶宛外長利纳斯·安塔纳斯·林克维丘斯對1991年來基於共同基本價值觀不可動搖的伙伴關係表示歡迎，並介紹了於1939年至1940年擔任日本駐考納斯副領事，在短暫任期內拯救上萬猶太難民的杉原千畝。海上自衛隊練習艦隊還訪問了立陶宛陸軍士官軍校。一些學生與軍官正在接受日本劍道訓練。8月10日，日本與立陶宛軍官體育交流會在陸軍士官軍校舉行，立陶宛隊在劍道比賽中戰勝了日本隊。

## 政要互訪
2001年4月，立陶宛總統瓦尔达斯·阿达姆库斯正式訪日，4月11日與日本內閣總理大臣森喜朗會談，交換了兩國關係、日俄关系、立陶宛加入欧洲联盟與北大西洋公约等問題的意見。
2007年5月，明仁天皇與美智子皇后正式訪問立陶宛。

## 外部連結
- 立陶宛駐日本大使館 （页面存档备份，存于）
- 日本駐立陶宛大使館 （页面存档备份，存于）
- 立陶宛松濤館空手協會 （页面存档备份，存于）
- 立陶宛劍道協會 （页面存档备份，存于）
- 立陶宛柔道協會 （页面存档备份，存于）
- 立陶宛極真空手協會的Facebook專頁